# Flying Over Grass
Flying Over Grass (en chino: Cao shang fei) es una película de acción de 1969 dirigida por Lung Chien. La película fue estrenada el 1960 en los cines de Hong Kong y Taiwán.

## Sinopsis
En la China medieval, una espadachina solitaria muy fuerte en Kung-Fu y llamada, por su increíble destreza, "Vuelo sobre la hierba", ayuda a un grupo de hombres y mujeres a derrotar a un señor de la guerra.

## Reparto
- Ching-Ching Chang
- Pin Chiang
- Hsia Chiang
- Li Chin
- Chiang Han
- Bao Hsiao
- You Hsiao
- Chun Huang
- You-Min Ko